# Додж (округ, Небраска)
Додж — округ в штате Небраска, США. По данным переписи за 2010 год число жителей округа составляло 36 691 человек. Окружной центр — город Фримонт. В системе автомобильных номеров Небраски округ Додж имеет префикс 5. Округ был создан в 1855 году и назван в честь сенатора Огастуса Доджа.

## География
Округ Додж расположен на востоке штата Небраска. Площадь округа — 1406 км², из которых 1370 км² — суша, а 36 км² — вода.

### Транспорт
Через округ проходят:
- US 30 (англ. US Highway 30).
- US 275 (англ. US Highway 275).
- US 77 (англ. US Highway 77).
- Дорога 79 штата Небраска[англ.].
- Дорога 91 штата Небраска[англ.].

## Население
В 2010 году на территории округа проживало 36 691 человек (из них 49,0 % мужчин и 51,0 % женщин), насчитывалось 14 990 домашних хозяйства и 9800 семей. Расовый состав: белые — 90,9 %, афроамериканцы — 0,6 %, коренные американцы — 0,5 %, азиаты — 0,5 и представители двух и более рас — 1,4 %.
Население округа по возрастному диапазону по данным переписи 2010 года распределилось следующим образом: 23,9 % — жители младше 18 лет, 3,6 % — между 18 и 21 годами, 54,1 % — от 21 до 65 лет и 18,4 % — в возрасте 65 лет и старше. Средний возраст населения — 40,3 лет. На каждые 100 женщин в Додже приходилось 95,9 мужчин, при этом на 100 совершеннолетних женщин приходилось уже 93,7 мужчин сопоставимого возраста.
Из 14 990 домашних хозяйств 65,4 % представляли собой семьи: 50,7 % совместно проживающих супружеских пар (18,9 % с детьми младше 18 лет); 9,8 % — женщины, проживающие без мужей и 4,8 % — мужчины, проживающие без жён. 34,6 % не имели семьи. В среднем домашнее хозяйство ведут 2,38 человека, а средний размер семьи — 2,91 человека. В одиночестве проживали 29,2 % населения, 13,4 % составляли одинокие пожилые люди (старше 65 лет).

### Населённые пункты
Согласно данным 2010 года в округе Додж 4 города (Фримонт, Хупер, Норт-Бенд и Скрибнер), 6 деревень и 14 тауншипов.

## Экономика
В 2014 году из 28 945 трудоспособных жителей старше 16 лет имели работу 18 447 человек. При этом мужчины имели медианный доход в 43 360 долларов США в год против 32 237 долларов среднегодового дохода у женщин. В 2014 году медианный доход на семью оценивался в 57 788 $, на домашнее хозяйство — в 49 068 $. Доход на душу населения — 25 112 $. 7,1 % от всего числа семей в Додже и 11,4 % от всей численности населения находилось на момент переписи за чертой бедности.